# 大錦旛

萬歳旛

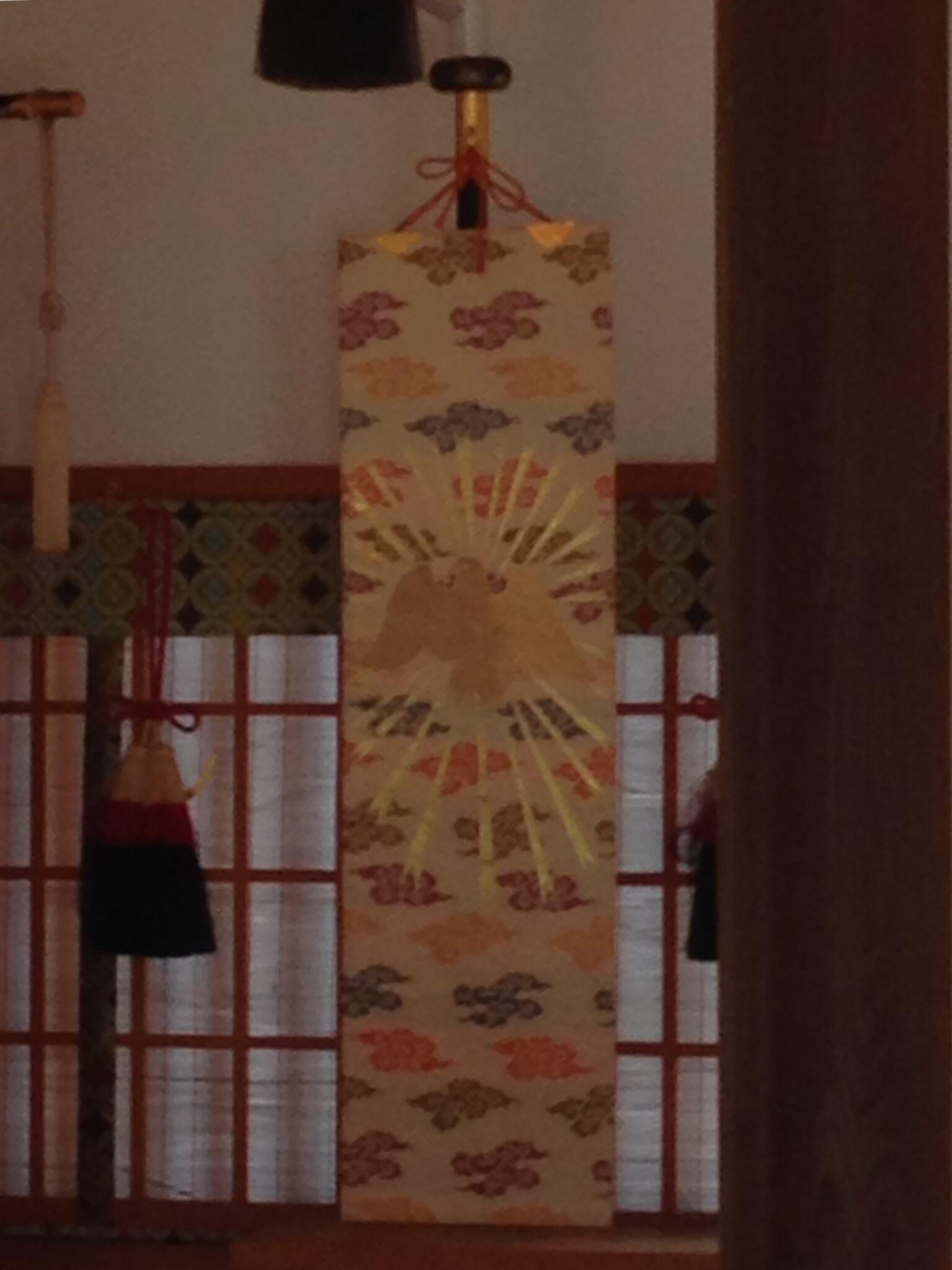
霊鵄形大錦旛(複製品・神社展示用)

大錦旛（だいきんばん）は、即位の礼の日、紫宸殿前の庭に立てられる錦旛のひとつである。

## 概略
頭八咫烏形大錦旛と、霊鵄形大錦旛(金鵄)との2種がある。前者は、五彩瑞雲の錦に頭八咫烏の形を黒く繍にし、戟竿に掛け、日像纛旛の南に立てる。後者は、五彩瑞雲の錦に金色の霊鵄を繍にし、戟竿に掛け、月像纛旛の南に立てる。